# Lista chorążych reprezentacji Węgier na igrzyskach olimpijskich
Lista chorążych reprezentacji Węgier na igrzyskach olimpijskich – lista zawodników i zawodniczek reprezentacji Węgier, którzy podczas ceremonii otwarcia nowożytnych igrzysk olimpijskich nieśli flagę narodową.

## Chronologiczna lista chorążych
| Lp. | Rok i miejsce           | Chorąży             | Dyscyplina                             |
| --- | ----------------------- | ------------------- | -------------------------------------- |
| 1   | 1896, Ateny             | b.d.                |                                        |
| 2   | 1900, Paryż             | b.d.                |                                        |
| 3   | 1904, Saint Louis       | b.d.                |                                        |
| 4   | 1908, Londyn            | István Mudin        | Lekkoatletyka                          |
| 5   | 1912, Sztokholm         | Jenő Reti           | Gimnastyka sportowa                    |
| 6   | 1924, Charnonix         | b.d.                |                                        |
| 7   | 1924, Paryż             | Sándor Toldi        | Lekkoatletyka                          |
| 8   | 1928, Sankt Moritz      | Gyula Szepes        | Biegi narciarskie, Kombinacja norweska |
| 9   | 1928, Amsterdam         | Kálmán Egri         | Lekkoatletyka                          |
| 10  | 1932, Lake Placid       | László Szollás      | Łyżwiarstwo figurowe                   |
| 11  | 1932, Los Angeles       | Péter Bácsalmási    | Lekkoatletyka                          |
| 12  | 1936, Innsbruck         | Levente Balatoni    | Narciarstwo alpejskie                  |
| 13  | 1936, Berlin            | Péter Bácsalmási    | Lekkoatletyka                          |
| 14  | 1948, Sankt Moritz      | András Harangvölgyi | Biegi narciarskie                      |
| 15  | 1948, Londyn            | Imre Németh         | Lekkoatletyka                          |
| 16  | 1952, Oslo              | Ferenc Lőrincz      | Łyżwiarstwo szybkie                    |
| 17  | 1952, Helsinki          | Imre Németh         | Lekkoatletyka                          |
| 18  | 1956, Cortina d’Ampezzo | István Erdélyi      |                                        |
| 19  | 1956, Melbourne         | József Csermák      | Lekkoatletyka                          |
| 20  | 1960, Squaw Valley      | János Bartha        |                                        |
| 21  | 1960, Rzym              | János Simon         | Koszykówka                             |
| 22  | 1964, Innsbruck         | Lajos Koutny        | Hokej na lodzie                        |
| 23  | 1964, Tokio             | Gergely Kulcsár     | Lekkoatletyka                          |
| 24  | 1968, Grenoble          | Mihály Martos       | Łyżwiarstwo szybkie                    |
| 25  | 1968, Meksyk            | Gergely Kulcsár     | Lekkoatletyka                          |
| 26  | 1972, Sapporo           | Zsuzsa Almássy      | Łyżwiarstwo figurowe                   |
| 27  | 1972, Monachium         | Gergely Kulcsár     | Lekkoatletyka                          |
| 28  | 1976, Innsbruck         | László Vajda        | Łyżwiarstwo figurowe                   |
| 29  | 1976, Montreal          | Jenő Kamuti         | Szermierka                             |
| 30  | 1980, Lake Placid       | András Sallay       | Łyżwiarstwo figurowe                   |
| 31  | 1980, Moskwa            | István Szívós       | Piłka wodna                            |
| 32  | 1984, Sarajewo          | Gábor Mayer         | Biegi narciarskie, Biathlon            |
| 33  | 1988, Calgary           | Attila Tóth         | Łyżwiarstwo figurowe                   |
| 34  | 1988, Seul              | István Vaskuti      | Kajakarstwo                            |
| 35  | 1992, Albertville       | Attila Tóth         | Łyżwiarstwo figurowe                   |
| 36  | 1992, Barcelona         | Tibor Komáromi      | Zapasy                                 |
| 37  | 1994, Lillehammer       | Attila Bónis        | Narciarstwo alpejskie                  |
| 38  | 1996, Atlanta           | Bence Szabó         | Szermierka                             |
| 39  | 1998, Nagano            | Krisztina Egyed     | Łyżwiarstwo szybkie                    |
| 40  | 2000, Sydney            | Rita Kőbán          | Kajakarstwo                            |
| 41  | 2002, Salt Lake City    | Krisztina Egyed     | Łyżwiarstwo szybkie                    |
| 42  | 2004, Ateny             | Antal Kovács        | Judo                                   |
| 43  | 2006, Turyn             | Rózsa Darázs        | Short track                            |
| 44  | 2008, Pekin             | Zoltán Kammerer     | Kajakarstwo                            |
| 45  | 2010, Vancouver         | Júlia Sebestyén     | Łyżwiarstwo figurowe                   |
| 46  | 2012, Londyn            | Péter Biros         | Piłka wodna                            |
| 47  | 2014, Soczi             | Bernadett Heidum    | Short track                            |
| 48  | 2016, Rio de Janeiro    | Áron Szilágyi       | Szermierka                             |
| 49  | 2018, Pjongczang        | Konrád Nagy         | Łyżwiarstwo szybkie                    |
| 50  | 2020, Tokio             | Aida Mohamed        | Szermierka                             |
| 50  | 2020, Tokio             | László Cseh         | Pływanie                               |
| 51  | 2022, Pekin             | Zita Tóth           | Narciarstwo alpejskie                  |
| 51  | 2022, Pekin             | Márton Kékesi       | Narciarstwo alpejskie                  |